# Acronicta hastulifera
Acronicta hastulifera is een vlinder uit de familie van de uilen (Noctuidae). De wetenschappelijke naam werd gepubliceerd in 1797 door Smith en Abbot.